# Las premisas del socialismo y las tareas de la socialdemocracia

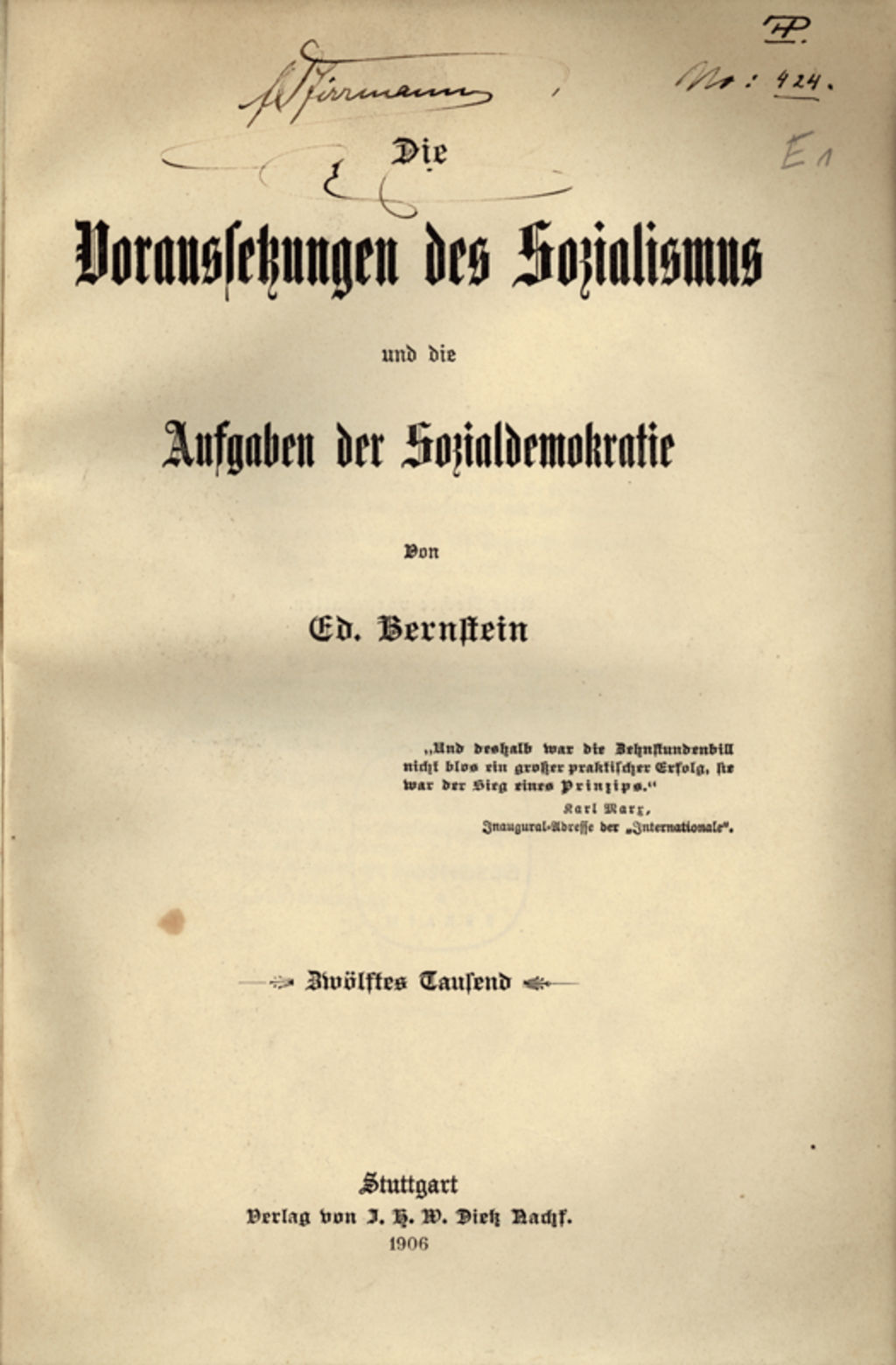
Edición de 1906 de Las premisas del socialismo y las tareas de la socialdemocracia.

Las premisas del socialismo y las tareas de la socialdemocracia (1899), es un ensayo político escrito por Eduard Bernstein y considerado como la base de teoría política de la moderna socialdemocracia. En el momento que fue escrito fue ampliamente criticada por la mayoría del movimiento socialista internacional (II Internacional).
No obstante, avanzados los años se impuso como la teoría política mayoritaria del socialismo frente a otras evoluciones revolucionarias del mismo y el marxismo como el anarquismo y el comunismo.
A partir del fin de la II Guerra Mundial accedieron a numerosos gobiernos, especialmente, de la Europa Occidental y de los países de la Commonwealth. Posteriormente, con la descolonización y democratización accedieron igualmente a los gobiernos de numerosos países en los cinco continentes.
El movimiento socialdemórata se articula internacionalmente a través de la Internacional Socialista que cuenta entre sus miembros más destacados al SPD (Alemania), Partido Laborista (Gran Bretaña), Partido Socialista de Francia, PSOE (España), Demócratas de Izquierda (Italia) manteniendo relaciones fraternales con el Partido Demócrata de los Estados Unidos.
- Datos: Q5971262